# Autostrada A4 (Francja)
Autostrada A4 (fr. Autoroute A4) także Autoroute de l’Est (Autostrada Wschodnia) – autostrada we Francji w ciągu tras europejskich E17, E25, E46 oraz E50.

## Informacje ogólne
A 4 jest jedną z głównych autostrad Francji, łączącą Paryż z Reims, Metz, i Strasbourgiem. Stanowi część połączenia Paryża z zachodnimi Niemcami (Via Carolina). Na całej długości autostrady istnieją dwa pasy ruchu w każdą stronę, jedynie w okolicy Paryża ich liczba zwiększa się do trzech i więcej. Całkowita długość autostrady wynosi 483 km, długość odcinków płatnych wynosi 442 km. Operatorem trzech odcinków płatnych jest firma Sanef.
Punkty poboru opłat (fr. Gare de péage) znajdują się na każdym z wjazdów/zjazdów oraz na końcach płatnych odcinków.

## Historia
- Porte de Bercy – Saint-Maurice: pierwsza jezdnia – 1974, druga – 1975,
- Saint-Maurice – Joinville-le-Pont: pierwsza jezdnia – 1974, druga – 1975,
- Joinville – Coutevroult: 1976,
- Coutevroult – Bouleurs: 1975,
- Bouleurs – Château-Thierry: 1976,
- Château-Thierry – Tinqueux: 1975,
- Tinqueux – Les Islettes: 1976,
- Les Islettes – A31: 1975,
- A31 – Metz-est: 1976,
- Metz-Est – Merlebach: 1971 (dawna A32),
- Merlebach – Mundolsheim: 1976 (dawna A34),
- Mundolsheim – Strasbourg: 1972 (dawna A34),

### Odcinek wspólny zA86
- Autostrada A 86 została wybudowana po oddaniu do użytku A 4 pomiędzy Nogent-sur-Marne i Joinville-le-Pont. Te dwie autostrady mają wspólny odcinek o 4 pasach ruchu w każdym kierunku.
- Oznacza to dla użytkowników obydwu autostrad zwężenie drogi, spowodowane brakiem jednego pasa, co powoduje potężne korki. Z tego powodu na wspólnym odcinku uruchomiono (2005) możliwość wykorzystania pasa awaryjnego jako dodatkowego pasa ruchu. Pas ten nie jest potrzebny w przypadku zatorów ze względu na niewielką prędkość pojazdów.